# Cyrtopodion
Cyrtopodion é um género de répteis escamados da família Gekkonidae. Os membros deste género são nocturnos, originários da Ásia e Médio Oriente.

## Espécies
- Cyrtopodion agamuroides
- Cyrtopodion amictopholis
- Cyrtopodion battalensis
- Cyrtopodion baturensis
- Cyrtopodion brevipes
- Cyrtopodion caspius
- Cyrtopodion chitralensis (sinónimo : Cyrtopodion walli)
- Cyrtopodion dattanensis
- Cyrtopodion elongatus
- Cyrtopodion fasciolatus
- Cyrtopodion fedtschenkoi
- Cyrtopodion fortmunroi
- Cyrtopodion gastropholis (anteriormente colocado no género Agamura)
- Cyrtopodion heterocercus
- Cyrtopodion himalayanus
- Cyrtopodion indusoani
- Cyrtopodion kachhensis
- Cyrtopodion kirmanensis
- Cyrtopodion kohsulaimanai
- Cyrtopodion kotschyi
- Cyrtopodion lawderanus
- Cyrtopodion longipes
- Cyrtopodion medogensis
- Cyrtopodion mintoni
- Cyrtopodion montiumsalsorum
- Cyrtopodion narynensis
- Cyrtopodion potoharensis
- Cyrtopodion rhodocaudus
- Cyrtopodion rohtasfortai
- Cyrtopodion russowii
- Cyrtopodion sagittifer
- Cyrtopodion scabrum (até recentemente: Cyrtopodion scaber)
- Cyrtopodion spinicaudus
- Cyrtopodion turcmenicus
- Cyrtopodion voraginosus
- Cyrtopodion watsoni